# Pattinaggio di velocità ai III Giochi olimpici giovanili invernali
Le gare di pattinaggio di velocità dei III Giochi olimpici giovanili invernali si sono svolte sul Lago di Sankt Moritz a Sankt Moritz, in Svizzera, dal 12 al 16 gennaio 2020.

## Podi

### Ragazzi
| Evento     | Oro            | Tempo          | Argento              | Tempo                | Bronzo         | Tempo       |
| 500 m      | Yudai Yamamoto | 36"42          | Nil Llop Izquierdo   | 36"60                | Xue Zhiwen     | 36"67       |
| 1500 m     | Motonaga Arito | 1'52"24        | Pavel Taran          | 1'53"74              | Jonathan Tobon | 1'55"67     |
| Mass start | Motonaga Arito | Motonaga Arito | Diego Amaya Martinez | Diego Amaya Martinez | Pavel Taran    | Pavel Taran |

### Ragazze
| Evento     | Oro            | Tempo      | Argento        | Tempo          | Bronzo         | Tempo         |
| 500 m      | Isabel Grevelt | 40"57      | Wang Jingyi    | 41"07          | Yukino Yoshida | 41"16         |
| 1500 m     | Myrthe De Boer | 2'10"44    | Yuka Takahashi | 2'10"58        | Yang Binyu     | 2'10"93       |
| Mass start | Yang Binyu     | Yang Binyu | Zuzana Kursova | Zuzana Kursova | Katia Filippi  | Katia Filippi |

### Misti
| Evento               | Oro                                                                    | Tempo   | Argento                                                           | Tempo   | Bronzo                                                                          | Tempo   |
| Gara a squadre miste | Squadra 3 Sini Siro Yukino Yoshida Ignaz Gschwentner Alexander Sergeev | 2'04"10 | Squadra 16 Laura Kivioja Daria Kopacz Theo Collins Motonaga Arito | 2'05"92 | Squadra 14 Ramona Ionel Valeriia Sorokoletova Tuukka Suomalainen Jonathan Tobon | 2'05"96 |